# Budo Sento Championship
Budo Sento Championship, of kortweg Budo SC, is een mixed martial arts-organisatie gevestigd in Mexico, opgericht in 2020.
Hoewel de organisatie zich richt op MMA, organiseert het ook thaiboksen- en submission grappling.

## Geschiedenis
Het Budo Sento Championship werd in 2020 opgericht door ondernemer en advocaat Iván Macías als een kans om de groei van MMA in Mexico verder te stimuleren. Macías zei in een interview dat het idee ontstond na de toename van vrijetijdsactiviteiten als gevolg van de Coronapandemie in het land.
Op 14 november 2020 vond het eerste evenement, BSC Volume 1, plaats in het Foro Radi in Mexico-Stad. Sindsdien is de stad de belangrijkste locatie voor de evenementen.